# شيري لانسينغ
شيري لانسينغ (بالإنجليزية: Sherry Lansing)‏ هي رائدة أعمال ومنتجة أفلام وممثلة أمريكية، ولدت في 31 يوليو 1944 بشيكاغو في الولايات المتحدة. من الجوائز التي نالتها جائزة جان هيرشلوت الإنسانية.

## أعمال

### أفلام
- (1987) جاذبية قاتلة
- (1988) المتهم

## جوائز وترشيحات
جوائز
- جائزة جان هيرشلوت الإنسانية

ترشيحات
- جائزة الأوسكار لأفضل فيلم، عن عمل: جاذبية قاتلة

## وصلات خارجية
- شيري لانسينغ على موقع IMDb (الإنجليزية)
- شيري لانسينغ على موقع مونزينجر (الألمانية)
- شيري لانسينغ على موقع ألو سيني (الفرنسية)
- شيري لانسينغ على موقع أول موفي (الإنجليزية)
- شيري لانسينغ على موقع بوكس أوفيس موجو (الإنجليزية)
- شيري لانسينغ على موقع قاعدة بيانات الأفلام السويدية (السويدية)
- شيري لانسينغ على موقع إن إن دي بي (الإنجليزية)
- شيري لانسينغ على موقع قاعدة بيانات الفيلم (الإنجليزية)
- شيري لانسينغ على موقع كينوبويسك (الروسية)